# Internacjonalizacja (stosunki międzynarodowe)
Internacjonalizacja – uznanie na mocy umowy prawa państw do korzystania na jednakowych warunkach. Odzwierciedla ciągły i podlegający intensyfikacji proces umiędzynarodowienia, tzn. wchodzenia poza granice narodowe rozmaitych elementów gospodarki, polityki, kultury, nauki, techniki itd.
Funkcjonowanie internacjonalizacji powoduje najgłębszy ruch i zmienność stosunków międzynarodowych, wywołując skutki w postaci procesów transferu i transnacjonalizacji. Proces sprzyja twórczemu rozwojowi stosunków międzynarodowych, generując ujawnianie i rozpowszechnianie wartości materialnych i duchowych. Proces internacjonalizacji różni się od globalizacji tym, że więzi międzynarodowe nie muszą posiadać charakteru globalnego i mogą dotyczyć jedynie wybranego terytorium lub dziedziny.
Proces internacjonalizacji w odniesieniu do poszczególnych dziedzin wyróżnia się na:
- strefę materialną i gospodarczą
- strefę polityczną
- strefę kultury i religii
- strefę wymiany naukowej, kultury fizycznej, turystyki.